# Hosu-dong
Hosu-dong (koreanska: 호수동)r en stadsdel i staden Ansan i provinsen Gyeonggi i den nordvästra delen av Sydkorea, 30 km söder om huvudstaden Seoul. Den ligger i stadsdistriktet Danwon-gu.